# Another Day in Paradise
Another Day in Paradise – ballada rockowa Phila Collinsa, będąca pierwszym singlem z jego płyty ...But Seriously. Piosenka została napisana, aby zwrócić uwagę na problem bezdomności na świecie.

## Geneza utworu
Utwór powstał po podróży Collinsa do Waszyngtonu. Artysta był zszokowany liczbą ludzi mieszkających na ulicach w stolicy jednego z najpotężniejszych krajów świata, stąd też tytuł piosenki – „Kolejny dzień w raju” – odnoszący się do każdego człowieka.

## Popularność
Utwór stał się kolejnym wielkim hitem Collinsa. 23 grudnia 1989 stał się siódmą (i ostatnią) jego piosenką, która znalazła się na pierwszym miejscu amerykańskiej listy przebojów magazynu Billboard. Znalazła się także na szczycie list przebojów w Niemczech, a także zajęła drugie miejsce na brytyjskiej liście przebojów.
Słuchacze brytyjskiego radia BBC Radio 1 wybrali ten utwór jako laureat nagrody Brit Awards, piosenka zdobyła także Nagrodę Grammy w kategorii „Nagranie roku”.

## Twórcy
- Phil Collins – wokale, syntezator, perkusja
- David Crosby – wokale
- Leland Sklar – gitara basowa
- Dominic Miller – gitary